# NGC 2628
NGC 2628 is een spiraalvormig sterrenstelsel in het sterrenbeeld Kreeft. Het hemelobject werd op 16 november 1784 ontdekt door de Duits-Britse astronoom William Herschel.

## Synoniemen
- UGC 4519
- MCG 4-21-12
- ZWG 120.20
- IRAS 08374+2342
- PGC 24381